# 生き人形
『生き人形』（いきにんぎょう）は、タレントで工業デザイナーの稲川淳二が実際に体験したという怪談。またはその作品名。稲川淳二の代表的な怪談の一つ。

## 概要
稲川淳二の数ある怪談の中でも、稲川自身の数少ない実体験の内容であり、40年以上の長きに渡り人形の呪いが現在も進行中という異例の内容を持っている。自身の著書でランキング1位に挙げる程のお気に入り怪談でもあるが、テレビ出演等でこの話に触れると様々な怪奇現象に遭ったことから「今では口にしたくない」と述べている。また、1999年に催された講演では「どこからが怪談で、どこからが現実なのかという話になってしまう」とも語っている。
内容は人形にまつわる不可思議な現象や関わった人物たちに訪れる不幸がメインとなっているが、この話自体に導入部(ストーリースタート時に稲川と共にラジオ局のディレクターが仕事終わりに一緒のタクシーで帰るのだが、何故その様な経緯になったのかが語られる)、話のその後、さらにその後(ある時、稲川と作中の前野が静岡県にある稲川の知人の元を訪れるが、前野が持ち込んだ人形がその知人の家族に不可解な現象に誘う)といった現在進行形となっている。

## あらすじ
1976年のある深夜、ラジオ番組の出演を終えた稲川は、同番組ディレクターと共にタクシーで帰路についていた。その道すがら、通行途中の高速道路で少女のような人影を目撃する。嫌なものを見た内心穏やかではない稲川は帰宅後、リビングのソファで横になっていると妻が起床し「一緒にいたお友達は？」と尋ねられ「いないよ。1人で帰ってきたよ」と伝えると、「部屋の中をウロウロしてる気配がしたよ」と返された。
ある日、人形使いで著名な前野博から「新しく手に入れる人形を使って舞台をやるから、座長として出演してもらいたい」と誘いを受ける。親しい友人でもあった前野からの依頼ということもあり稲川は快諾するが、その人形の顔が以前に高速道路で見かけた少女と瓜二つであったことに気付き、嫌な予感を覚える。そしてその予感は的中し、人形の製作作家が行方不明、台本を手掛けた佐江衆一の自宅が火事により全焼、前野の父親の介護をしていた従兄弟が急死する等といった不幸な出来事が相次ぐ。
舞台は公演日を迎え、上々の評判を得る。しかし、公演中のある日、稲川以外の全ての出演者やスタッフに、理由は違えど皆揃って右手もしくは右足に怪我があることを知る。更にその後、稲川以外の出演者全員が謎の体調不良で倒れてしまい、昼の公演開催が中止となってしまったたため、稲川の発案により、霊験あらたかといわれる寺院でで関係者一同のお祓いをしてもらう。幸い当日の夜には出演者の体調も回復し夜の公演は無事行われたものの、その公演中に舞台上の出演者が本来の人数より一人多いことに稲川は気づく。加えて、少女人形の右手が突然割れたり、小道具の棺桶から仕掛けていない霧が立ち込めたり、出演者であった杉山佳寿子のかつらに突然火がつくなどの不可解な出来事が続いたため、やむなく公演は打ち切りとなる。さらに公演が完全に中止となった翌日、前野の父親の訃報が届く。
それからしばらくして、当時のテレビ東京のディレクターがその公演時に起きた"人形にまつわる不可解な事象や不幸な出来事"を聞きつけ、「その話をテレビ番組として作りたいから取材させてほしい」とせがまれ、稲川本人は乗り気ではなく軽い警告のつもりでやめた方がいいと伝えたものの、演出家の前野に相談したところ取材に乗り気だったことで取材は承諾されることになる。その中で、行方不明だった人形作家がテレビ局の捜索網で京都の山奥に篭り仏像を作っていたことが判明するが、その人物のここ最近の記憶が欠如してる不可解な事態が起きる。その状況を不謹慎にも面白がった局は後日番組レポートでタレント・番組スタッフ陣が何度も足を運ぶも一度も会えなく、さらには何故かスタッフ全員が行き違いにより合流できない事態が起きる。そして、不可解な現象はそれだけでは済まず、番組ディレクターの妻の顔が腫れ上がる謎の病気、女性スタッフの子供が交通事故に、脚本構成作家の飼い犬が体調不良を起こすなど不可解な現象は番組関係者にまで及んでいく。そして、スタジオでのリハーサル収録にカメラが数台にわたって故障さらには何者かによるテレビ収録妨害などの事態によりリハーサル中止。最終的には稲川の元に取材を依頼したテレビ局のディレクターが、「ガチすぎるから番組自体をやめます」と取材と企画の白紙を提示してきた。
1981年、稲川が懇意にしていた大阪の朝日放送スタッフから、この"人形にまつわる不可解な事象や不幸な出来事"を、当時同局で放送されていたワイドショー番組「『ワイドショー・プラスα』で取り上げたい」と依頼が来る。スタッフの熱意に押された稲川は渋々承諾するが、その番組スタッフや出演者の身にも不可解な現象が続々と起こり、さらには番組生放送中においてもテレビ視聴者が認識出来るほどの怪奇現象が起きてしまう。
これらの出来事で精神的に参った稲川は、人形を所有する前野を誘い、知人の霊媒師に人形を視てもらう機会を得る。すると到着して早々「嫌だ。この人形は見たくない」と終いには怒り出す始末。「稲川さん、この人形何に使ったんですか？この人形、生きてる。たくさんの怨念が憑いてる。」と言い、舞台公演の内容を話すと「あなたそんな事やったら、ダメに決まってる！」と告げられる。そして、最も怨念が強いのは、赤坂の某料亭の娘であった少女の霊で、太平洋戦争末期の空襲で被弾し、右手と右足を失っている事を明かした。加えてその霊媒師は対の少年人形があることも視透かし、その上で「下手に拝むと襲われる。いいですね、必ず寺に納めて下さい」と厳命される。それから2人は人形を霊視した霊媒師が数日後に突然死したことを知る。
それから人形を何らかの形で晒すと、数々の人々が不幸に陥り、それどころか死人まで出ている現状に稲川だけでなく前野までもが次第に精神的にも肉体的にも疲弊していった状態に陥ってしまい、挙げ句の果てに行方不明騒動まで起こす事態となってしまう。
月日が流れ、前野の体調も回復していき、その後海外で人形を使った公演にスカウトされたとの明るいニュースも稲川の元に飛んできた。ある日、稲川が家でくつろいでいると前野から電話が。海外公演の件で明日羽田から発つとのことだ。みやげ話だの一度アメリカに寄ってみるなど世間話の後稲川はふと話題を変えた。「前野さん、人形は？」と言うと「人形は作ってくれた人の所に持って行って、預かってもらう事にした」と。そんな話も盛り上がり、時間も遅いのでお互いの健闘を祈り、電話を切った。ところが、その翌日。稲川が仕事が終わり自宅に帰ると妻から前野が自宅の火事で焼死体で発見されたらしいと告げられる。稲川は釈然としなかった。警察の発表した事象と前野の人柄、さらには警察が割り出した死亡推定時刻だ。後年「という事は、俺と話しているときには前野さんの周りはすでに炎に包まれていたか、もしくはすでに前野さんは死んだ後だったという事になるんですよね」と本人は語っている。
稲川は親しい友人の死ををきっかけに、ほとほと嫌気が差し完全に忘れようと心に誓った。その後も何回かこの話をテレビ番組の特集で取り上げたいという話が持ちかけられたのだが、もはや聞く耳を持たなかった。一刻も早く忘れたかったのだ。それにこの話をする事によって周囲の人間に不幸が訪れるのも嫌だった。
だが、本人曰く、まだ人形の怪異は続いているらしい...。

## エピソード
女性週刊誌『ヤングレディ』1978年7月25日号の記事に写真付きでこの話の初期バージョンが載っている。
- この話に関わった者には災いが起きると言われており、漫画化した永久保貴一も様々な体験をしている。
  - 稲川への取材インタビュー時に編集担当者や父親、アシスタントが階段で足を踏み外し足を怪我、漫画を描くための机上が水浸しになる、漫画の執筆中に怪音が響き体調を崩す、編集部のミスにより当初40ページだった予定が30ページにまで内容を削除される、右手以外の右半身に痛みを伴う異常などの現象に見舞われた[1]。
  - 漫画執筆後も怪現象は続き、右上の奥歯の神経が化膿して痛む、母親の顔の右側が湿疹で腫れ上がる、アシスタント2人の右足に火傷といった症状に遭った。また、『生き人形』の単行本が発売された日には急に体調を崩し、ベッドに入ったまま別の漫画を描いていたという。その後も『生き人形』の原稿が編集部から返却された後に、右上の奥歯が痛み出し、漫画の執筆中に腹部の激痛を感じ診断したところ、十二指腸がねじれており、他にも胃潰瘍が発見されその場で入院する事となった。医師によると血を吐いて倒れる寸前であったという[2]。

- 怪談研究家の小池壮彦による著書では、関係者からの様々な証言がまとめられている[3]。
  - 『ワイドショー・プラスα』のスタッフは、現場にいながらスタジオ内の異常に気付かなかった。
  - 『3時にあいましょう』でのエピソードは、スタジオ内のカーテンがただ落ちただけという。
  - 当時の舞台に出演していた俳優によると、人形の顔が変わったのは確かだが、土が固まる事により変わった可能性がある事や、人形の手足がねじれる事はあったが普通に直して使用していた事、髪の毛が伸びた事もあるが湿気が原因ではないかと述べている。
  - 前野と親交のあった人形師がテレビ番組に少年人形と少女人形を持ち込んだところ、占い師の女性から人形を近づけないよう注意されたことがあるという。
  - 人形の製作者は人形の髪が伸びるという話に関して、髪がずれて伸びたように見えるだけだと仲間内で笑っていたという。また、話中では行方不明になっていた事に関しても、京都に旅行に行っていただけだと証言している。

## 作品

### アルバム
- 稲川淳二の秋の夜長のこわ〜いお話（1987年、ビクターエンタテインメント）

### ビデオ
- 稲川淳二の恐怖への招待状(1995年、ビデオプランニング)
- 稲川淳二≪最・恐・傑・作≫生き人形（2000年、アットエンターテイメント）

### 漫画
作画：永久保貴一
- 『生き人形』（1985年、朝日ソノラマ）
- 『続・生き人形』（2008年、メディアボーイ社→実業之日本社）
  - 『続・生き人形 完全版』（2012年、ホーム社漫画文庫）

### ゲーム
- 古伝降霊術 百物語〜ほんとにあった怖い話〜（セガサターン、1997年、ハドソン）

ゲーム開始時の生年月日入力で18歳未満だった場合隠しシナリオ(18歳以上だと別の話になる。)として101話目に登場。稲川淳二が肉声で語る。